# Pomacentrus callainus
Pomacentrus callainus är en fiskart som beskrevs av Randall 2002. Pomacentrus callainus ingår i släktet Pomacentrus och familjen Pomacentridae. IUCN kategoriserar arten globalt som livskraftig. Inga underarter finns listade i Catalogue of Life.